# Tomoplagia separata
Tomoplagia separata är en tvåvingeart som beskrevs av Friedrich Georg Hendel 1914. Tomoplagia separata ingår i släktet Tomoplagia och familjen borrflugor.
Artens utbredningsområde är Peru. Inga underarter finns listade i Catalogue of Life.